# どこまでもずっと
『どこまでもずっと』は、宇徳敬子の4枚目のシングル。1994年7月30日にZAIN RECORDSから発売された。規格品番：ZADL-1032。

## 概要
宇徳敬子4枚目のソロシングルで、TBS系「COUNT DOWN TV」1994年7月・8月のオープニングテーマに使用された。カップリング曲も後述の通りCMソングに使用されており、宇徳敬子自身初のダブルタイアップシングル。

## タイアップ
- 「どこまでもずっと」
  - TBS系「COUNT DOWN TV」オープニングテーマ（1994年7月・8月）
- 「あなたに会いたい」
  - 日本コカ・コーラ「紅茶花伝」コマーシャルソング

## 収録曲
特記以外　作詞・作曲：宇徳敬子
1. どこまでもずっと
編曲：明石昌夫
2. あなたに会いたい
作曲:大黒摩季 編曲：池田大輔
3. どこまでもずっと　Original Karaoke
4. あなたに会いたい　Original Karaoke